# Route d'Occitanie 2018
La Route d'Occitanie 2018, quarantaduesima edizione della corsa e prima con questa denominazione, si svolse dal 14 al 17 giugno su un percorso di 737 km ripartiti in 4 tappe, con partenza da Cap'Découverte e arrivo a Cazouls-lès-Béziers. Fu vinta dallo spagnolo Alejandro Valverde della Movistar Team davanti al suo connazionale Daniel Navarro Garcia e al francese Kenny Elissonde.

## Tappe
| Tappa  | Data      | Percorso                           | km    | Vincitore di tappa | Leader cl. generale |
| ------ | --------- | ---------------------------------- | ----- | ------------------ | ------------------- |
| 1ª     | 14 giugno | Cap'Découverte > Carmaux           | 168   | Nacer Bouhanni     | Nacer Bouhanni      |
| 2ª     | 15 giugno | Saint-Gaudens > Masseube           | 178   | Clement Venturini  | Nacer Bouhanni      |
| 3ª     | 16 giugno | Prat-Bonrepaux > Les Monts d'Olmes | 198,4 | Alejandro Valverde | Alejandro Valverde  |
| 4ª     | 17 giugno | Mirepoix > Cazouls-lès-Béziers     | 192,7 | Anthony Roux       | Alejandro Valverde  |
| Totale | Totale    | Totale                             | 737   |                    |                     |

## Dettagli delle tappe

### 1ª tappa
- 14 giugno: Cap'Découverte > Carmaux – 168 km

| Pos. | Corridore          | Squadra            | Tempo    |
| ---- | ------------------ | ------------------ | -------- |
| 1    | Nacer Bouhanni     | Cofidis            | 4h12'32" |
| 2    | Christophe Laporte | Cofidis            | s.t.     |
| 3    | Bryan Coquard      | Vital Concept Club | s.t.     |

| Pos. | Corridore          | Squadra  | Tempo    |
| ---- | ------------------ | -------- | -------- |
| 1    | Nacer Bouhanni     | Cofidis  | 4h12'22" |
| 2    | Christophe Laporte | Cofidis  | a 4"     |
| 3    | Meron Abraham      | Bike Aid | s.t.     |

### 2ª tappa
- 15 giugno: Saint-Gaudens > Masseube – 178 km

| Pos. | Corridore         | Squadra  | Tempo    |
| ---- | ----------------- | -------- | -------- |
| 1    | Clement Venturini | AG2R     | 4h07'08" |
| 2    | Nacer Bouhanni    | Cofidis  | s.t.     |
| 3    | Carlos Barbero    | Movistar | s.t.     |

| Pos. | Corridore          | Squadra | Tempo    |
| ---- | ------------------ | ------- | -------- |
| 1    | Nacer Bouhanni     | Cofidis | 8h19'24" |
| 2    | Clement Venturini  | AG2R    | a 6"     |
| 3    | Christophe Laporte | Cofidis | a 10"    |

### 3ª tappa
- 16 giugno: Prat-Bonrepaux > Les Monts d'Olmes – 198,4 km

| Pos. | Corridore             | Squadra  | Tempo    |
| ---- | --------------------- | -------- | -------- |
| 1    | Alejandro Valverde    | Movistar | 5h28'53" |
| 2    | Daniel Navarro Garcia | Cofidis  | a 2"     |
| 3    | Kenny Elissonde       | Sky      | a 6"     |

| Pos. | Corridore             | Squadra  | Tempo     |
| ---- | --------------------- | -------- | --------- |
| 1    | Alejandro Valverde    | Movistar | 13h48'23" |
| 2    | Daniel Navarro Garcia | Cofidis  | a 6"      |
| 3    | Kenny Elissonde       | Sky      | a 12"     |

### 4ª tappa
- 17 giugno: Mirepoix > Cazouls-lès-Béziers – 192,7 km

| Pos. | Corridore           | Squadra                      | Tempo    |
| ---- | ------------------- | ---------------------------- | -------- |
| 1    | Anthony Roux        | FDJ                          | 4h37'19" |
| 2    | Alejandro Valverde  | Movistar                     | s.t.     |
| 3    | Evaldas Šiškevičius | Delko Marseille Provence KTM | s.t.     |

| Pos. | Corridore             | Squadra  | Tempo     |
| ---- | --------------------- | -------- | --------- |
| 1    | Alejandro Valverde    | Movistar | 18h25'34" |
| 2    | Daniel Navarro Garcia | Cofidis  | a 14"     |
| 3    | Kenny Elissonde       | Sky      | a 20"     |

## Classifiche finali

### Classifica generale
| Pos. | Corridore             | Squadra                | Tempo     |
| ---- | --------------------- | ---------------------- | --------- |
| 1    | Alejandro Valverde    | Movistar Team          | 18h25'34" |
| 2    | Daniel Navarro Garcia | Cofidis                | a 14"     |
| 3    | Kenny Elissonde       | Team Sky               | a 20"     |
| 4    | Sébastien Reichenbach | FDJ                    | a 1'22"   |
| 5    | Luis León Sánchez     | Astana Pro Team        | a 1'24"   |
| 6    | Antonio Molina        | Caja Rural-Seguros RGA | s.t.      |
| 7    | Hubert Dupont         | Ag2r-La Mondiale       | a 1'27"   |
| 8    | Valentin Madouas      | FDJ                    | a 1'50"   |
| 9    | Ricardo Vilela        | Manzana Postobón Team  | a 2'07"   |
| 10   | Georg Preidler        | FDJ                    | a 2'08"   |